# Megastigmus somaliensis
Megastigmus somaliensis is een vliesvleugelig insect uit de familie Torymidae. De wetenschappelijke naam is voor het eerst geldig gepubliceerd in 1956 door Hussey.